# Langues tiniguanes
Les langues tiniguanes sont une petite famille de langues amérindiennes d'Amérique du Sud, parlées en Colombie.
Seul parmi ces langues, le tinigua a survécu jusqu'à une époque récente.

## Classification
- Le tinigua
- Le pamigua
- Le majigua